# Rosel Zech
Rosel Zech (Berlijn, 7 juli 1940- Berlijn, 31 augustus 2011) was een Duitse actrice die vooral succes kende in de jaren zeventig en tachtig van de twintigste eeuw.

## Biografie
Zech, dochter van een binnenschipper, begon met toneelspelen rond 1960 en speelde in de volgende jaren in verschillende Duitse theaters. Van 1972 tot 1980 was ze verbonden aan de toneelgezelschappen van theaterregisseur Peter Zadek in Bochum en Hamburg (Deutsches Schauspielhaus), samen met onder andere Ulrich Wildgruber, Hermann Lause en Eva Mattes. Ze speelde er onder meer de titelrol in Hedda Gabler. Nadien wilde ze niet meer bij een vast gezelschap horen. In 1976 werd ze door het theatermagazine Theater heute uitgeroepen tot 'Schauspielerin des Jahres' (toneelspeelster van het jaar). In 1984 kreeg ze de Deutscher Darstellerpreis.
Haar bekendste filmrol is die van de UFA-diva Veronika Voss in Die Sehnsucht der Veronika Voss van Rainer Werner Fassbinder (1982). Voor haar rol naast k.d. lang in Salmonberries (1991) kreeg ze de Bayerischer Filmpreis.
Rosel Zech speelde in talrijke Duitse televisiefilms en –series, en werd in de 21e eeuw opnieuw populair dankzij haar rol als Oberin (moeder overste) Elisabeth Reuter in de ARD-televisieserie Um Himmels Willen (vanaf 2003). In 2010 kreeg ze voor die rol de Bambi van het publiek.
Rosel Zech stierf in Berlijn op 71-jarige leeftijd aan kanker.

## Filmografie
- 1970: Der Pott (televisiefilm)
- 1973: Die Zärtlichkeit der Wölfe
- 1973: Kleiner Mann – was nun? (televisiefilm)
- 1974: Mädchen in Uniform (televisiefilm)
- 1975: Eiszeit
- 1975: Die Möwe (televisiefilm)
- 1975: Die Geisel (televisiefilm)
- 1977: Die Vorstadtkrokodile (televisiefilm)
- 1978: Hedda Gabler (televisiefilm)
- 1978: Verführungen (televisiefilm)
- 1979: Die Hamburger Krankheit (televisiefilm)
- 1980: Der Menschenfeind (televisiefilm)
- 1980: Mosch (televisiefilm)
- 1981: Die Jahre vergehen (televisie-tweedeler)
- 1981: Der Nächste bitte (televisiefilm)
- 1981: Lola
- 1981: Heute spielen wir den Boß – Wo geht’s denn hier zum Film?
- 1981–1983: Die Knapp-Familie (televisie-meerdeler)
- 1982: Die Sehnsucht der Veronika Voss
- 1983: Die Geschwister Oppermann (televisie-tweedeler)
- 1983: Klawitter (televisiefilm)
- 1983: Mascha (televisiefilm)
- 1984: Julia (televisiefilm)
- 1985: Tatort: Der Mord danach
- 1985: Innige Liebe (televisiefilm)
- 1985: Der Angriff der Gegenwart auf die übrige Zeit
- 1986: Ein fliehendes Pferd (televisiefilm)
- 1986–2004: Der Alte (televisieserie, 6 afleveringen)
- 1986: Der Alte - Terzett in Gold
- 1986: Vermischte Nachrichten
- 1987: Herz mit Löffel
- 1987: Der Alte - Verwischte Spuren
- 1987: Der Alte - Mord ist Mord
- 1987: Nebel im Fjord (televisiefilm)
- 1988: Die Bombe (televisiefilm)
- 1988: Hemingway (televisie-meerdeler)
- 1989: Fabrik der Offiziere (televisie-meerdeler)
- 1989: Die Bertinis (televisie-meerdeler)
- 1990: Bei mir liegen Sie richtig
- 1991: Salmonberries
- 1993: Mr. Bluesman
- 1993: Derrick – Nach acht langen Jahren
- 1993: Der rote Vogel (televisieserie)
- 1994: Das Baby der schwangeren Toten (televisiefilm)
- 1994: Polizeiruf 110: Gespenster (televisieserie)
- 1994–1996: Ärzte – Die indische Ärztin (televisieserie)
- 1995: Schade um Papa (televisieserie)
- 1995: Dicke Freunde (televisiefilm)
- 1995: Hades
- 1995: Neben der Zeit (televisiefilm)
- 1996: Die Geliebte (televisieserie)
- 1997: Lea Katz – Die Kriminalpsychologin – Das wilde Kind (televisiefilm)
- 1997: Terror im Namen der Liebe (televisiefilm)
- 1998: Der Schlüssel
- 1998: Tatort: Der zweite Mann
- 1998: Tatort: Todesbote
- 1999: Aimée und Jaguar
- 1999: Siska – Blackout (televisieserie)
- 1999: Morgen gehört der Himmel dir (televisiefilm)
- 1999: Ein Fall für zwei – Abgebrüht (televisieserie)
- 2000: Oh, du Fröhliche (televisiefilm)
- 2001: Ein unmöglicher Mann (televisie-meerdeler)
- 2001: Große Liebe wider Willen (televisiefilm)
- 2001: Das Schneeparadies (televisiefilm)
- 2002–2011: Um Himmels Willen (televisieserie, 130 afleveringen)
- 2002: Im Visier der Zielfahnder – Die Frau ohne Namen
- 2002: Väter
- 2002: Zwei Affären und eine Hochzeit (televisiefilm)
- 2003: Anatomie 2
- 2003: Tatort: Veras Waffen
- 2003: Der Auftrag – Mordfall in der Heimat (televisiefilm)
- 2003: Plötzlich wieder 16 (televisiefilm)
- 2003: Stubbe – Von Fall zu Fall – Yesterday (televisieserie)
- 2004: Tatort: Mörderspiele
- 2004: Kammerflimmern
- 2005: Rosamunde Pilcher – Segel der Liebe (televisieserie)
- 2005: K3 – Kripo Hamburg – Fieber (televisieserie)
- 2005: In Liebe eine Eins (televisiefilm)
- 2006: Papa und Mama (televisie-tweedeler)
- 2006: Mr. Nanny – Ein Mann für Mama (televisiefilm)
- 2006: Agathe kann’s nicht lassen – Die Tote im Bootshaus
- 2007: Annas Albtraum kurz nach 6
- 2007: Das Traumschiff (televisieserie)
- 2007: Einsatz in Hamburg – Ein sauberer Mord (televisieserie)
- 2008: Um Himmels Willen – Weihnachten in Kaltenthal (televisiefilm)
- 2009: Die Rebellin (televisie-meerdeler)
- 2008–2009: Der Schwarzwaldhof (televisieserie)
- 2010: Vom Glück nur ein Schatten (televisiefilm)
- 2010: Um Himmels Willen – Weihnachten unter Palmen (televisiefilm)
- 2011: Schicksalsjahre (televisie-tweedeler)